# Gnomidolon picticorne
Gnomidolon picticorne är en skalbaggsart som beskrevs av Martins 1971. Gnomidolon picticorne ingår i släktet Gnomidolon och familjen långhorningar. Inga underarter finns listade i Catalogue of Life.